# Кнежевина Каталонија
Кнежевина Каталонија је историјско и традиционално име Каталоније.
Ово је правни термин (лат. principatus) који се појавио у 15. веку као назив за територију под јурисдикцијом каталонских Кортеса, чији је владар – кнез (лат. princeps) био краљ Круне Арагона. Кнежевина Каталонија није било формално краљевство а није било ни грофовија, будући да Грофовија Барселона није обухватала целокупну територију Каталоније.